# Kabri
Kabri (hebr. כברי; ang. Kabri) – kibuc położony w Samorządzie Regionu Matte Aszer, w Dystrykcie Północnym, w Izraelu. Członek Ruchu Kibuców (Ha-Tenu’a ha-Kibbucit).

## Położenie
Kibuc Kabri jest położony na wysokości 84 metrów n.p.m. na zachodnich zboczach wzgórz Zachodniej Galilei. W kierunku wschodnim wzgórza wznoszą się do Górnej Galilei. Na południe od kibucu przepływa rzeka Nachal Gaton, a na północy strumień Sza’al. Okoliczny teren opada w kierunku zachodnim na równinę przybrzeżną Izraela. W odległości 4,5 km znajduje się wybrzeże Morza Śródziemnego. Część położonych wokół wzgórz jest zalesione. W otoczeniu kibucu Kabri znajdują się miasto Naharijja, miejscowość Szelomi, kibuce Sa’ar, Geszer ha-Ziw, Maccuwa, Gaton i Jechi’am, moszawy Liman, Becet, Awdon, Manot, En Ja’akow, Amka, Netiw ha-Szajjara i Ben Ammi, wioski komunalne Newe Ziw i Kelil, oraz wioska arabska Szajch Dannun.

### Podział administracyjny
Kabri jest położony w Samorządzie Regionu Matte Aszer, w Poddystrykcie Akka, w Dystrykcie Północnym.

## Demografia
Stałymi mieszkańcami kibucu są wyłącznie Żydzi. Tutejsza populacja jest świecka:

Źródło danych: Central Bureau of Statistics.

## Historia

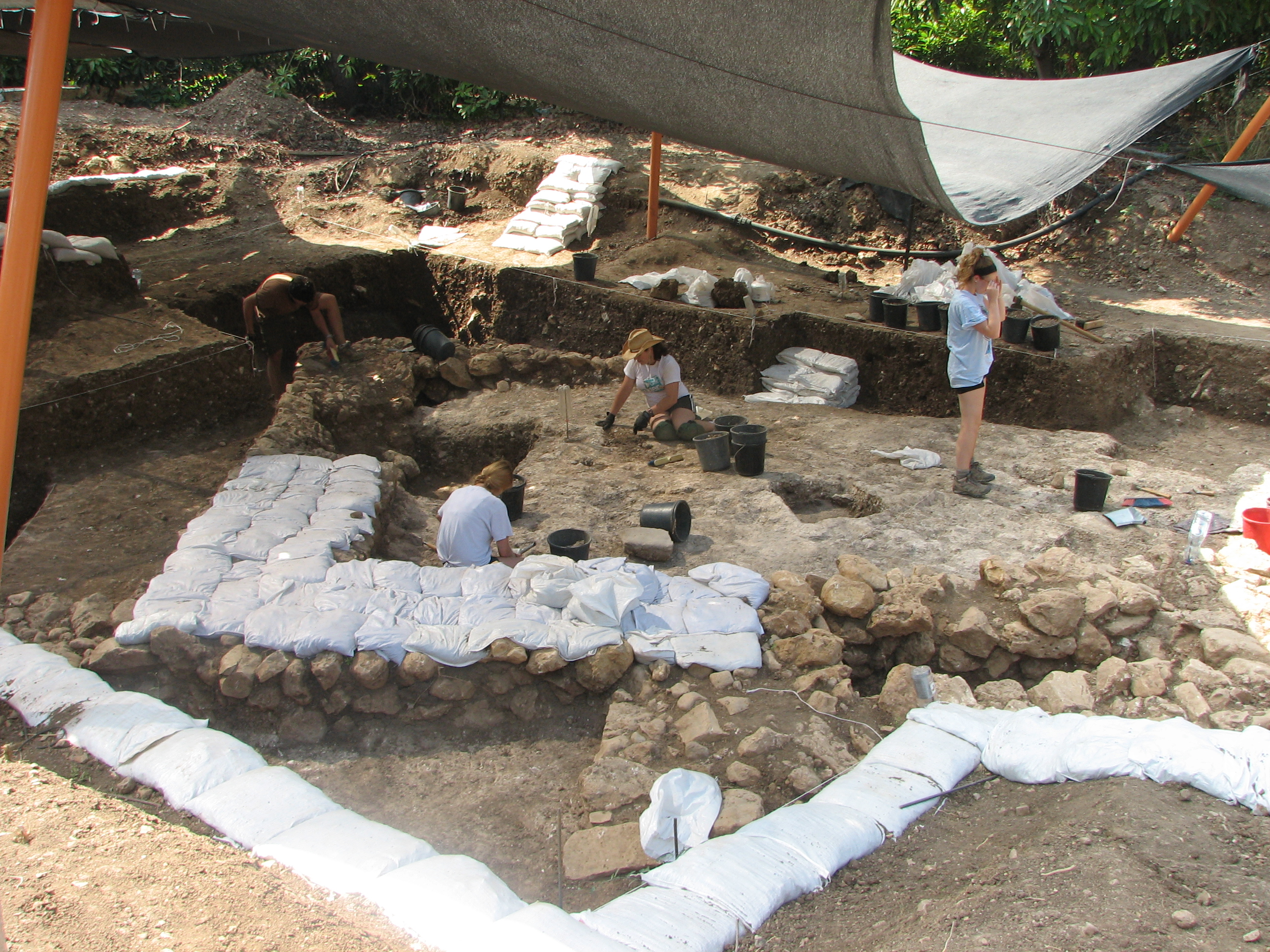
Stanowisko archeologiczne Tel Kabri

Badania archeologiczne odkryły pozostałości osadnictwa ludzkiego pochodzące z neolitu. Jednak stałe struktury mieszkalne starożytnego miasta Tel Kabri pojawiły się około XXV wieku p.n.e. Obszar miasta wynosiła ponad 32 ha, które były otoczone wałem ziemnym o wysokości 7 metrów i szerokości 35 metrów. Na wale wzniesiono wieże strażnicze. Było to najważniejsze kanaanejskie miasto-państwo Zachodniej Galilei. W jego centrum znajdował się dwupiętrowy pałac monarchy. Miasto było połączone z portem morskim położonym przy Achziw. Utrzymywało stałe kontakty handlowe z Egiptem i Kretą. Miasto zostało opuszczone z nieznanych przyczyn w XVI wieku p.n.e. Zachowało się ono w stosunkowo dobrym stanie, głównie dzięki temu, że na jego miejscu nie założono żadnego innego miasta. Od 1983 roku prowadzone są tutaj badania archeologiczne. Później, w okolicy tej powstała arabska wioska al-Kabri, która była wzmiankowana już w XII wieku przez krzyżowców pod nazwą Cabra. Na początku XV wieku arabski historyk al-Maqrizi wymienił wioskę jako al-Kabira. W 1291 roku sułtan Al-Aszraf Chalil przeznaczył dochody z wioski al-Kabri na rzecz organizacji charytatywnych w Kairze. Tutejsze źródła wody były wykorzystywane do zasilania w wodę pobliskiego miasta Akka. W tym celu wybudowano wodociąg. W wyniku I wojny światowej w 1918 roku cała Palestyna przeszła pod panowanie Brytyjczyków. W kolejnych latach żydowskie organizacje syjonistyczne wykupywały tutejsze grunty od arabskich właścicieli. Przyjęta 29 listopada 1947 roku Rezolucja Zgromadzenia Ogólnego ONZ nr 181 przyznała te tereny państwu arabskiemu. Podczas wojny domowej w Mandacie Palestyny w 1948 roku w okolicy stacjonowały siły Arabskiej Armii Wyzwoleńczej, które paraliżowały żydowską komunikację w całej Galilei. W dniu 27 marca 1948 roku żydowska organizacja paramilitarna Hagana wysłała konwój w celu wzmocnienia obrony oblężonego kibucu Jechi’am. Wpadł on jednak w zasadzkę przy wiosce al-Kabri, i został rozbity (zginęło 47 żydowskich bojowników). Podczas I wojny izraelsko-arabskiej Izraelczycy w dniu 21 maja 1948 roku opanowali wioskę al-Kabri. Wszystkich jej mieszkańców wysiedlono, a następnie wyburzono domy.
Współczesny kibuc został założony w 1949 roku. Założycielami było około 100 mieszkańców ewakuowanego kibucu Bet ha-Arawa znad Morza Martwego. Zostali oni podczas wojny ewakuowani do kibucu Szefajim, a następnie podzieleni na dwie grupy. Jedna utworzyła kibuc Geszer ha-Ziw, a druga kibuc Kabri. W latach 90. XX wieku kibuc znalazł się w kryzysie ekonomicznym, który wymusił na początku XXI wieku przeprowadzenie procesu częściowej prywatyzacji.

## Edukacja
Kibuc utrzymuje przedszkole. Jest tutaj szkoła podstawowa Ma'ajanot, natomiast starsze dzieci są dowożone do położonej na południe od kibucu szkoły średniej HaGalil HaMa'arawi. Szkoła kładzie szczególny nacisk na sztukę, umożliwiając edukację muzyczną i plastyczną.

## Kultura i sport
W kibucu jest ośrodek kultury z biblioteką i galerią sztuki, w której swoje prace prezentują artyści z całego kraju. Tutejsze audytorium mieści 450 osób i umożliwia organizację koncertów i różnych imprez kulturalnych. Z obiektów sportowych jest basen pływacki, oraz centrum sportowe z kompleksem boisk i salą sportową z siłownią.

## Infrastruktura
W kibucu znajduje się przychodnia zdrowia, klinika stomatologiczna, fryzjer, sklep wielobranżowy, pralnia, szwalnia oraz warsztat mechaniczny.

## Turystyka
W lokalnej gospodarce coraz większą rolę odgrywa obsługa ruchu turystycznego. Kibuc jest dogodnym miejscem wypadowym do wycieczek pieszych po okolicznych wzgórzach Zachodniej Galilei. Są tutaj dwa stanowiska archeologiczne. Jest także stadnina koni umożliwiająca przejażdżki konne.

## Gospodarka
Gospodarka kibucu opiera się na rolnictwie, sadownictwie i produkcji przemysłowej. Istnieją tutaj plantacje bananów (700 ha) i awokado (1100 ha). Tutejsza obora produkuje 2,8 mln litrów mleka rocznie i 1 tys. sztuk cieląt. Ferma drobiu dostarcza rocznie 1,2 tys. ton mięsa drobiowego na rynek. Tutejsza stołówka rozpoczęła w 1998 roku usługi cateringowe, dostarczając szeroki wybór dań dla potrzeb imprez instytucjonalnych poza kibucem. Zakład Cabiran produkuje precyzyjne części aluminiowe dla potrzeb krajowego i zagranicznego przemysłu lotniczego. Zakład Rion produkuje wyroby z tworzyw sztucznych wykorzystywane przy produkcji okien, szklarni i dla przemysłu motoryzacyjnego. Część mieszkańców kibucu znajduje zatrudnienie w pobliskich strefach przemysłowych.

## Transport
Z kibucu wyjeżdża się na zachód na drogę nr 70, na północ od skrzyżowania z drogą ekspresową nr 89. Jadąc drogą nr 70 na północ dojeżdża się do skrzyżowania z prowadzącą na wschód drogą nr 8911 (dojazd do moszawów Awdon i Manot) i dalej do kibucu Maccuwa, lub na południe do moszawu Netiw ha-Szajjara i wioski Szajch Dannun. Natomiast jadąc drogą nr 89 na zachód dojeżdża się do moszawu Ben Ammi i dalej do miasta Naharijja i skrzyżowania z drogą nr 4, lub na wschód do skrzyżowania z drogą nr 8833 (dojazd do kibuców Gaton i Jechi’am, oraz moszawu En Ja’akow) i dalej do wioski Newe Ziw.

## Osoby związane z kibucem
- Awiszaj Kohen – kontrabasista, kompozytor i aranżer jazzowy.
- Jardena Arazi – izraelska piosenkarka i prezenterka.